# Glück Izsák
Glück Izsák (Glyk, Yitshak), (Pruszka, ma: Poroszka, 1835. január – Sajószentpéter, 1887. december 21.) félegyházai, majd sajószentpéteri főrabbi, egyházi író.

## Élete
Jechiel irsai rabbi veje volt. 1860 és 1870 között Félegyházán, attól kezdve haláláig Sajószentpéteren működött. 
Egy minisztériumi vizsgálat során 1886-ban kiderült, hogy nem tud magyarul, és az 1885 óta magyar nyelven vezetendő anyakönyvet a fia vezeti helyette. Egy évet kapott a nyelv elsajátítására, azonban ennek nem tett eleget, ezért az anyakönyvvezetéstől eltiltották, és 1887. december elején rabbi hivatalából is eltávolították. Nem sokkal az eset után, december 21-én, 52 éves korában bélgyulladásban elhunyt. Két nappal később, december 23-án délután 1 órakor helyezték végső nyugalomra. Nagy tiszteletben állt, ezt mutatja, hogy temetésén a zsidó elöljárók mellett a többi felekezet képviselői, két keresztény lelkész és a hatóságok képviselői is sokan vettek részt. Két veje, fiai és a csáthi, szentendrei és miskolci rabbik tartottak gyászbeszédeket. Tisztelete jeléül a sajószentpéteri izraelita hitközség a fiát három évre kinevezte rabbivá és anyakönyvvezetővé, és özvegyének három éven át nyugdíjként az elhunyt évi fizetését adta.

## Művei
Halála után veje és utóda, Fried Chaim adta ki agadikus művét Chinuch Bész Jicchok címen (Paks, 1890).